# ژاردیم دی آنژیکوس
ژاردیم دی آنژیکوس (به پرتغالی: Jardim de Angicos) یک منطقهٔ مسکونی در برزیل است که در ریو گرانده شمالی واقع شده‌است. ژاردیم دی آنژیکوس ۲٬۶۰۶ نفر جمعیت دارد.